# Puchar Narodów Afryki 2021 (kwalifikacje)/Grupa H
Grupa H jest jedną z dwunastu grup eliminacji do turnieju o Puchar Narodów Afryki 2021. Składa się z czterech niżej wymienionych reprezentacji:
- Algieria
- Zambia
- Zimbabwe
- Botswana

Każda drużyna rozegra z każdym z pozostałych rywali dwa mecze, jeden na własnym stadionie, drugi na stadionie rywala. Mecze rozgrywane będą od listopada 2019 roku do września 2020. Dwa najlepsze zespoły w grupie uzyskają awans do turnieju finałowego.
Z powodu pandemii COVID-19 wszystkie mecze kolejek numer 3 i 4 (zaplanowane na marzec 2020), a także numer 5 (zaplanowane na czerwiec 2020) zostały odwołane, bez podania nowej daty ich rozegrania.
30 czerwca 2020 roku CAF ogłosił przesunięcie rozegrania turnieju głównego ze stycznia 2021 na styczeń 2022. 19 sierpnia 2020 roku zapadła decyzja o nowych terminach meczów eliminacyjnych: kolejki numer 3 i 4 mają zostać rozegrane w dniach 9-17 listopada 2020, a kolejki 5 i 6 22-30 marca 2021. 

## Tabela
| Msc. | Zespół   | M | W | R | P | Br+ | Br- | +/- | Pkt |
| ---- | -------- | - | - | - | - | --- | --- | --- | --- |
| 1    | Algieria | 6 | 4 | 2 | 0 | 19  | 6   | +13 | 14  |
| 2    | Zimbabwe | 6 | 2 | 2 | 2 | 6   | 8   | -2  | 8   |
| 3    | Zambia   | 6 | 2 | 1 | 3 | 8   | 12  | -4  | 7   |
| 4    | Botswana | 6 | 1 | 1 | 4 | 2   | 9   | -7  | 4   |

|          | Algieria | Zimbabwe | Zambia | Botswana |
| -------- | -------- | -------- | ------ | -------- |
| Algieria | X        | 3:1      | 5:0    | 5:0      |
| Zimbabwe | 2:2      | X        | 0:2    | 0:0      |
| Zambia   | 3:3      | 1:2      | X      | 2:1      |
| Botswana | 0:1      | 0:1      | 1:0    | X        |

## Wyniki

### Kolejka 1
| 14 listopada 2019 20:00 CET | Algieria · Bensebaini 44' · Bounedjah 68' (k.), 90' · Belaïli 75' · Soudani 86' | 5:0(1:0)Raport | Zambia | Stade Mustapha Tchaker, Al-Bulajda Sędzia: Bamlak Tessema Weyesa |
|                             |                                                                                 |                |        |                                                                  |

| 15 listopada 2019 17:00 CET | Zimbabwe | 0:0(0:0)Raport | Botswana | Narodowy Stadion Sportowy, Harare Sędzia: Thierry Nkurunziza |
|                             |          |                |          |                                                              |

### Kolejka 2
| 18 listopada 2019 20:00 CET | Botswana | 0:1(0:1)Raport | Algieria · Belaïli 15' | Botswana National Stadium, Gaborone Sędzia: Ali Sabilla |
|                             |          |                |                        |                                                         |

| 19 listopada 2019 17:00 CET | Zambia · Daka 20' | 1:2(1:1)Raport | Zimbabwe · Billiat 11', 79' | National Heroes Stadium, Lusaka Sędzia: Mahamadou Keita |
|                             |                   |                |                             |                                                         |

### Kolejka 3
| 12 listopada 2020 17:00 CET | Zambia · Mwepu 45+1' · Sikombe 66' | 2:1(1:1)Raport | Botswana · Orebonye 45' | National Heroes Stadium, Lusaka Sędzia: Jean-Jacques Ngambo |
|                             |                                    |                |                         |                                                             |

| 12 listopada 2020 20:00 CET | Algieria · Bounedjah 31' · Feghouli 43' · Mahrez 67' | 3:1(2:0)Raport | Zimbabwe · Kadewere 79' | Stadion 5 Lipca 1962, Algier Sędzia: Sidi Alioum |
|                             |                                                      |                |                         |                                                  |

### Kolejka 4
| 16 listopada 2020 14:00 CET | Zimbabwe · Musona 43' · Dube 82' | 2:2(1:2)Raport | Algieria · Delort 34' · Mahrez 38' | Narodowy Stadion Sportowy, Harare Sędzia: Mahmood Ali Mahmood |
|                             |                                  |                |                                    |                                                               |

| 16 listopada 2020 17:00 CET | Botswana · Gaolaolwe 6' | 1:0(1:0)Raport | Zambia | Francistown Stadium, Francistown Sędzia: Ishmael Chizinga |
|                             |                         |                |        |                                                           |

### Kolejka 5
| 25 marca 2021 17:00 CET | Botswana | 0:1(0:1)Raport | Zimbabwe · Chikwende 14' | Francistown Stadium, Francistown Sędzia: Georges Gatogato |
|                         |          |                |                          |                                                           |

| 25 marca 2021 20:00 CET | Zambia · Daka 34' (k.), 80' (k.) · C. Chama 52' | 3:3(1:2)Raport | Algieria · Ghezzal 19' · Slimani 25', 55' | National Heroes Stadium, Lusaka Sędzia: Ali Mohamed Adelaid |
|                         |                                                 |                |                                           |                                                             |

### Kolejka 6
| 29 marca 2021 21:00 CET | Algieria · Mandi 24' · Feghouli 58' · Mahrez 64' (k.) · Bounedjah 72' · Boulaya 88' | 5:0(1:0)Raport | Botswana | Stade Mustapha Tchaker, Al-Bulajda Sędzia: Jean Ouattara |
|                         |                                                                                     |                |          |                                                          |

| 29 marca 2021 21:00 CET | Zimbabwe | 0:2(0:1)Raport | Zambia · Daka 21', 90+2' | Narodowy Stadion Sportowy, Harare Sędzia: Molise Retselisitsoe |
|                         |          |                |                          |                                                                |

## Strzelcy
5 goli
- Patson Daka

4 gole
- Baghdad Bounedjah

3 gole
- Riyad Mahrez

2 gole
- Youcef Belaïli
- Sofiane Feghouli
- Islam Slimani
- Khama Billiat

1 gol
- Ramy Bensebaini
- Farid Boulaya
- Andy Delort
- Rachid Ghezzal
- Aïssa Mandi
- Hillel Soudani
- Mosha Gaolaolwe
- Tumisang Orebonye
- Clatous Chama
- Enock Mwepu
- Collins Sikombe
- Perfect Chikwende
- Prince Dube
- Tino Kadewere
- Knowledge Musona